# Hildebrando Gaytán Márquez
Hildebrando Gaytán Márquez es un político mexicano oriundo de Chihuahua. Es miembro del Partido Popular Socialista, que dirige Jesús Antonio Carlos Hernández.
Gaytán Márquez es maestro normalista y fue líder sindical del Sindicato Nacional de Trabajadores de la Educación. Fue candidato a Gobernador de Chihuahua en las Elecciones de 1980 y candidato a senador por Chihuahua en las elecciones de 1982. Fue diputado federal por el PPS en tres ocasiones, a las LI, LIII y LV Legislaturas. Además fue representante ante la Comisión Federal Electoral en 1988. Se destacó como parlamentario en su defensa a los artículos 3°, 27, 82, y 130 de la Constitución Mexicana.
- Datos: Q5897848